# Niger ai Giochi della XVIII Olimpiade
Il Niger partecipò ai Giochi della XVIII Olimpiade, svoltisi a Tokyo dal 10 al 24 ottobre 1964, con una delegazione di un solo atleta, il pugile Issaka Daboré. Per la nazione africana, a quattro anni dal conseguimento dell'indipendenza, fu la prima partecipazione olimpica. Non fu conquistata nessuna medaglia.